# Antichiroides inauratus
Antichiroides inauratus är en skalbaggsart som beskrevs av Hermann Burmeister 1844. Antichiroides inauratus ingår i släktet Antichiroides och familjen Rutelidae. Utöver nominatformen finns också underarten A. i. minasgeraisensis.